# Gabeca Pallavolo
El Gabeca Pallavolo fue un equipo de voleibol de la ciudad de Monza, fundado en el año 1975 y desaparecido en el año 2012.

## Historia
Fundado en el año 1975 en Carpenedolo participa en las series regionales hasta el 1984/1985 y el año siguiente el equipo es traslado a Montichiari; es el comienzo de la época dorada del club. El Gabeca gana de forma seguida las Recopas de Europa de 1990/1991 (3-1 al VKA Leningrado) y de 1991/1992 (3-2 en el derby con el Volley Gonzaga Milano) y de esta forma se clasifica por las Supercopas de Europa de 1991 y 1992, acabando en segundo lugar en ambas ocasiones. En la Liga y en la Copa de Italia se clasifica regolarmente por los palyoffs, sin embargo su mejor resultado en ambas competiciones es la final de  Copa de Italia de 1999/2000 donde es derrotada por 3-0 por el Sisley Treviso. 
En 2009 el equipo es nuevamente traslado, esta vez a Monza donde se queda hasta su desaparición en 2012 después de ceder sus derechos deportivos al Robur Ravenna.

## Palmarés
- Copa de Italia

2º lugar (1) : 1999/2000
- Recopa de Europa (2)

1990/1991, 1991/1992
- Supercopa de Europa

2° lugar (2) : 1991, 1992